# Krave
En krave er det stykke stof på en skjorte, kjole, frakke eller bluse, der sidder fast omkring halsen.
Kraven på skjorter kan undertiden tages af.

## Historie
I 1400-tallet blev kraven almindelig på mandetøjet. Den var opretstående og lille. I 1500-tallet blev den større og mere prangende og brugt af både mænd og kvinder: En stor, foldet og stivet hvid krave, pibekraven (som i præsteornatet i Danmark). Fra 1800-tallet udviklede mænd og kvinders kravetøj sig forskelligt. Mænds kraver blev enklere (i mindre grad på militære uniformer), hvorimod kraven på kvindedragten blev betydeligt mere pyntet og prangende.[kilde mangler].